# 香港週
香港週（英語：Hong Kong Week）是香港政府舉辦的一系列文娛及推廣本土工業生產與品牌產品的活動，在六七暴動期間的1967年10月30日至11月5日舉行，由香港貿易發展局主辦，籌委會主席為貿發局主席兼香港工業總會創辦人周錫年爵士。活動除了鼓勵「香港人用香港貨」，提高香港人對本土工業的生產信心之外，同時也向世界各地的人士推廣宣傳香港製造的產品。

## 舉辦過程
10月30日上午10時，香港週在中環香港大會堂前的愛丁堡廣場舉行揭幕禮，由香港總督戴麟趾致辭，戴麟趾在致辭中稱香港能夠克服任何困難且充滿活力，又讚揚香港人處變不驚，同時鼓勵香港人多選購香港產品。在鬧市的主要街道在10月下旬開始張燈結彩。香港各大零售商店均積極響應，包括瑞興百貨、永安百貨、先施公司等百貨公司，都在香港週舉行大減價、大贈送等促銷活動，只有由左派經營的商店如華豐及裕華等國貨公司因支持文革及左派暴亂而杯葛支持香港零售業復甦的活動，在六七暴動中具有領導暴亂角色的鬥委會亦將自7月策動的炸彈恐怖活動進一步升級，企圖通過炸彈襲擊癱瘓香港經濟，打擊市民及投資者對香港前景的信心。左派團體在香港週開幕前已不停在香港各區放置大量真假炸彈，造成多名市民及警察受傷。
一連七日的香港週在11月5日閉幕，左派恐怖份子單是這一天便在大街小巷及公共交通設施投放多達147枚。當晚在掃桿埔香港大球場舉行香港週壓軸節目花車巡遊，吸引大量市民到場觀賞，左派恐怖份子為癱瘓往來掃桿埔的交通，在香港島銅鑼灣怡和街及鄰近的百德新街放置炸彈。香港警務處交通部高級督察麥義雲（Ronald John McEwen）在銅鑼灣怡和街檢視一個被放置於香港電車路軌上阻塞交通的手提旅行袋時，收藏於旅行袋內的土製炸彈發生猛烈爆炸，麥義雲的手腳被炸至飛脫，當場死亡並伏屍怡和街，還有22名市民被炸彈碎片所傷，部分傷者傷勢嚴重。雖然鬥委會在香港週舉行期間策動多宗炸彈恐怖襲擊，企圖造成社會恐慌，但在香港週結束一個月後，香港又於12月5日舉行規模更盛大及為期一個多月的第二十五屆銀禧工展會，香港週亦成為港府在1969年12月舉辦香港節的藍本。

## 外部連接
- 我們都有愛護香港的義務－－誰來破壞「香港週」，就該滾出香港去！ （页面存档备份，存于），《工商日報》，1967年10月31日
- 香港週的偉大成就 （页面存档备份，存于），《華僑日報》，1967年11月6日
- 【蘋話當年】1967年港督戴麟趾推動「香港週」 （页面存档备份，存于），《蘋果日報》，2013年10月30日
- THE HONG KONG WEEK OF 1967 AND THE EMERGENCE OF THE MODERN HONG KONG IDENTITY（页面存档备份，存于）